# Ситоны

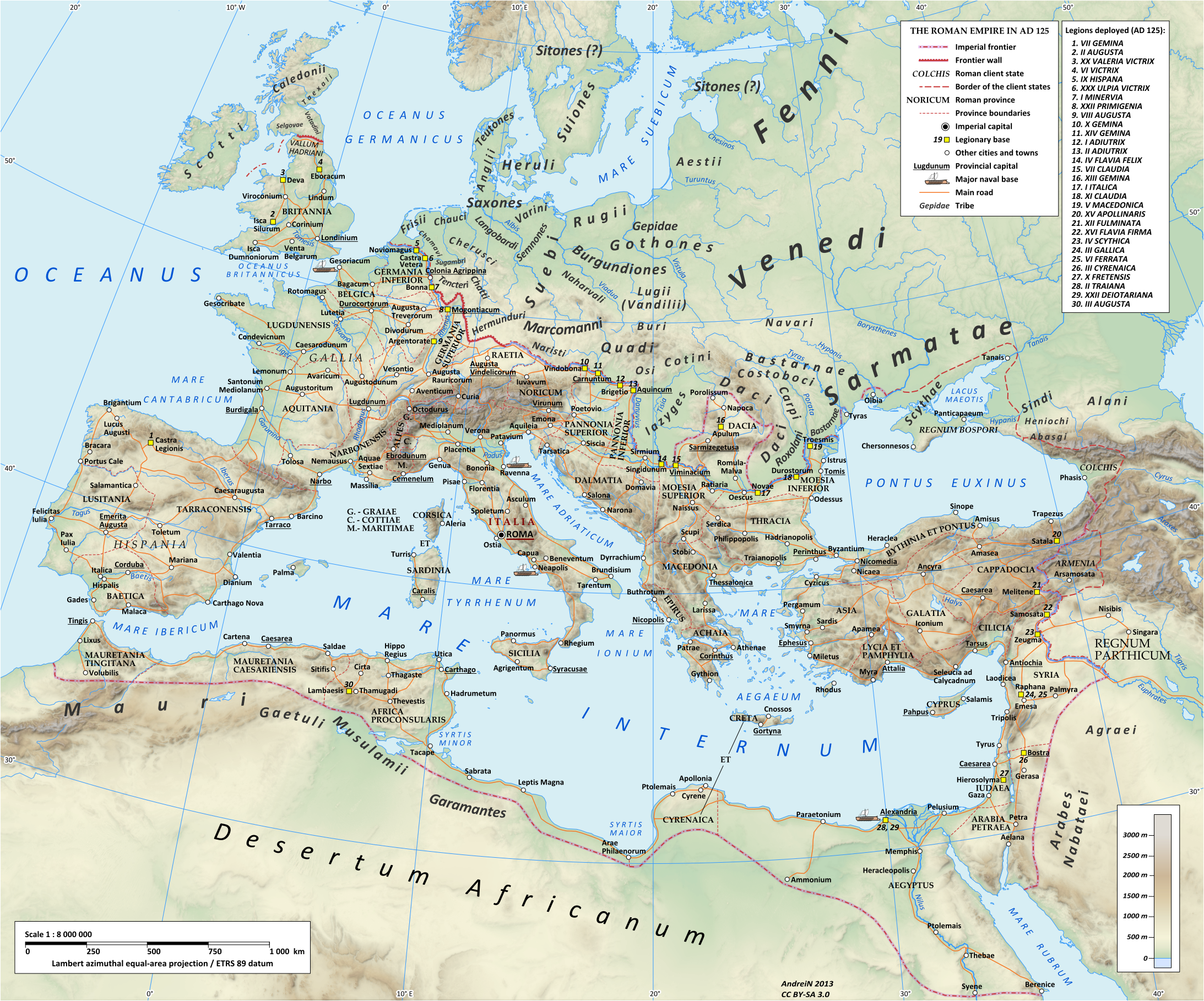
Карта Римской империи и варварских племен в 125 году н. э., показывающая два возможных местоположения Ситонов.
Одно, по данным Тацита, в центральной Швеции. Другое в районе современной Эстонии и/или Финляндии.

Ситоны (лат. Sitones) были германским народом, жившим где-то в Северной Европе в I веке нашей эры. Они упоминаются только Корнелием Тацитом в 97 г. н. э. в его трактате «Германия». Тацит считал их близкими к Суйонам (предки современных шведов), за исключением одного нюанса, а именно того, что ими правит женщина.
«На юге Суйоны граничат с народом Ситонами, и, они отличаются лишь в одном, Ситонами правит женщина: вот до чего пали Cитоны, не говоря уже об утрате свободы, даже в претерпеваемом ими порабощении.».
Спекуляции на тему прошлого Ситонов многочисленны. Согласно одной из теорий, название связано с городом Сигтуна, имевшим латинское название Situne. Возможно, к этому периоду относится воспоминание, когда шведами управляла королева, то есть женщина, как описано в Саге о Дисе.
Другая точка зрения заключается в том, что «королева» ситонов появилась из-за лингвистической путаницы с древнескандинавским словом «женщина» происходящего из имени Квенс или Куэинс.
Согласно медиевисту Кемпу Мэлоуну (1925), характеристика Тацита как Суйонов, так и Ситонов — это «произведение искусства, а не историческое исследование». Ситоны, которые подчиняются женщинам, что есть кульминация деградации логического начала и Суйоны, полностью подчиняющиеся их королю и сдающие их оружия рабам.